# Буркхарт фон Цигенхайн
Буркхард фон Цигенхайн (на немски: Burkhart von Ziegenhain (Burkart von Ziegenhain); † август 1247, Залцбург) от графската фамилия Цигенхайн, е през 1247 г. няколко месеца архиепископ на Залцбург.

## Биография
Той е третият син на граф Лудвиг I фон Цигенхайн (ок. 1167 – сл. 17 януари 1229) и съпругата му Гертруд (ок. 1172 – сл. 1222), вдовица на граф Фридрих II фон Абенберг († 1201). Брат е на Готфрид IV (* 1189; † 1250) и на Бертхолд I (* ок. 1207; † 1258).
Буркхард става домхер в Майнц и Вормс, 1234 г. пропст в Майнц и на манастир Св. Валпургис във Вайлбург. От 1235 г. е пропст в манастир Св. Петър към Фрицлар и от 1239 г. пропст на Св. Мария във Вецлар.
Буркхард е противник на Хоенщауфените, император Фридрих II и синът му крал Конрад IV. През пролетта на 1245 г. той, заедно с архиепископите Зигфрид III от Майнц и Конрад I от Кьолн, пътува до Лион, за да урежда в тамошния църковен събор свалянато на Фридрих. След избирането на Хайнрих Распе IV за анти-крал на 22 май 1246 г. Буркхард става на другия ден негов канцлер. Хайнрих Распе обаче умира на 16 февруари 1247 г.
Папа Инокентий IV номинира на 25 февруари 1247 г. противника на императора пробст Буркхарт от Фрицлар за архиепископ на Залцбург. На 6 март в Лион Буркхарт е помазан за свещеник и епископ. Буркхарт обаче не успява да пристигне в Залцбург. Той се удавя на 23 или 25 август 1247 г. в Боденското езеро, на път от Лион за Залцбург. Не е ясно дали не е убит. Погребан е в цистерцинския мананастир Залмансвайлер (Салем). Неговата бронзова гробна плоча е открадната през 1634 г. от шведски ланд-кнехти.